# Unione Calcio Sampdoria 1952-1953
Questa voce raccoglie le informazioni riguardanti l'Unione Calcio Sampdoria nelle competizioni ufficiali della stagione 1952-1953.

## Stagione
La Sampdoria nel campionato di Serie A 1952-1953 si classificò al dodicesimo posto con 31 punti, a pari merito con il Torino, la Lazio, il Novara e l'Udinese.

## Organigramma societario
Area direttiva
- Presidente: Aldo Parodi

Area tecnica
- Allenatore: Gipo Poggi (fino al 16 novembre 1952), Ivo Fiorentini (dal 17 novembre 1952)

## Divise
| Casa |

## Rosa
| N. |                   | Ruolo | Calciatore         |
| -- | ----------------- | ----- | ------------------ |
|    | Italia (bandiera) | P     | Giuseppe Moro      |
|    | Italia (bandiera) | D     | Silvio Arrighini   |
|    | Italia (bandiera) | D     | Giovanni Ballico   |
|    | Italia (bandiera) | D     | Alberto Fommei     |
|    | Italia (bandiera) | D     | Edy Gratton        |
|    | Italia (bandiera) | D     | Giovanni Mialich   |
|    | Italia (bandiera) | D     | Pietro Podestà     |
|    | Italia (bandiera) | C     | Romano Agostinelli |
|    | Italia (bandiera) | C     | Aristide Coscia    |
|    | Italia (bandiera) | C     | Clemente Gotti     |
|    | Italia (bandiera) | C     | Guglielmo Oppezzo  |
|    | Italia (bandiera) | C     | Andreino Repetti   |

| N. |                      | Ruolo | Calciatore        |
| -- | -------------------- | ----- | ----------------- |
|    | Italia (bandiera)    | C     | Ermanno Righetto  |
|    | Italia (bandiera)    | C     | Pierluigi Ronzon  |
|    | Italia (bandiera)    | A     | Dionisio Arce     |
|    | Italia (bandiera)    | A     | Adriano Bassetto  |
|    | Italia (bandiera)    | A     | Corrado Bernicchi |
|    | Italia (bandiera)    | A     | Oliviero Conti    |
|    | Italia (bandiera)    | A     | Alberto Galassi   |
|    | Italia (bandiera)    | A     | Renato Gei        |
|    | Italia (bandiera)    | A     | Mario Gritti      |
|    | Italia (bandiera)    | A     | Giorgio Pruzzo    |
|    | Argentina (bandiera) | A     | Mario Sabbatella  |

## Risultati

### Serie A

#### Girone di andata
| Arbitro: | Gemini (Roma) |

|                                |           |  |
| Sentimenti III 30’ Marzani 83’ | Marcatori |  |

| Genova 21 settembre 1952 2ª giornata | Sampdoria        | 0 – 0 | Napoli | Stadio Luigi Ferraris\| Arbitro: \| Tassini (Verona) \| |
| Arbitro:                             | Tassini (Verona) |       |        |                                                         |

| Arbitro: | Marchetti (Milano) |

|             |           |           |
| De Vito 86’ | Marcatori | 10’ Conti |

| Genova 5 ottobre 1952 4ª giornata | Sampdoria         | 0 – 0 | Atalanta | Stadio Luigi Ferraris\| Arbitro: \| Scaramella (Roma) \| |
| Arbitro:                          | Scaramella (Roma) |       |          |                                                          |

| Arbitro: | Bellè (Venezia) |

|                           |           |              |
| Silvestri 85’ Nordahl 90’ | Marcatori | 68’ Bassetto |

| Arbitro: | Righi (Milano) |

|             |           |                           |
| Oppezzo 62’ | Marcatori | 42’ Antoniotti 76’ Larsen |

| Arbitro: | Gemini (Roma) |

|                |           |  |
| Bacci 10’, 17’ | Marcatori |  |

| Arbitro: | Liverani (Torino) |

|            |           |              |
| Gritti 40’ | Marcatori | 53’ Cattaneo |

| Arbitro: | Gemini (Roma) |

|                        |           |                    |
| Bassetto 14’ Gotti 68’ | Marcatori | 12’, 60’ Fontanesi |

| Arbitro: | Jonni (Macerata) |

|                      |           |  |
| Vivolo 40’, 45’, 90’ | Marcatori |  |

| Arbitro: | Silvano (Torino) |

|              |           |  |
| Bassetto 80’ | Marcatori |  |

| Roma 7 dicembre 1952 12ª giornata | Roma                    | 0 – 0 | Sampdoria | Stadio Torino\| Arbitro: \| Coppa (Mariano Comense) \| |
| Arbitro:                          | Coppa (Mariano Comense) |       |           |                                                        |

| Arbitro: | Corallo (Lecce) |

|                                               |           |  |
| Righetto 19’ Gritti 52’ Gotti 57’ Galassi 69’ | Marcatori |  |

| Arbitro: | Tassini (Verona) |

|                                |           |                       |
| Moro 20’ Darin 36’ Snidero 63’ | Marcatori | 3’ Gotti 15’ Righetto |

| Arbitro: | Marchese (Napoli) |

|              |           |             |
| Bassetto 81’ | Marcatori | 14’ Savioni |

| Arbitro: | Rigato (Mestre) |

|                        |           |            |
| Skoglund 38’ Nyers 68’ | Marcatori | 3’ Galassi |

| Arbitro: | Coppa (Mariano Comense) |

|                              |           |  |
| Martegani 29’, 48’ Şükrü 68’ | Marcatori |  |

#### Girone di ritorno
| Arbitro: | Gemini (Roma) |

|            |           |  |
| Gritti 79’ | Marcatori |  |

| Arbitro: | Bernardi (Bologna) |

|                          |           |           |
| Formentin 23’ Amadei 81’ | Marcatori | 63’ Conti |

| Arbitro: | Carpani (Milano) |

|                              |           |             |
| Galassi 6’, 32’ Bassetto 10’ | Marcatori | 31’ Boscolo |

| Arbitro: | Tassini (Verona) |

|                                            |           |  |
| Cadè II 28’, 62’ Brugola 44’ Rasmussen 46’ | Marcatori |  |

| Arbitro: | Liverani (Torino) |

|                        |           |              |
| Righetto 45’ Conti 46’ | Marcatori | 59’ Frignani |

| Arbitro: | Agnolin (Bassano del Grappa) |

|  |           |           |
|  | Marcatori | 42’ Conti |

| Arbitro: | Piemonte (Monfalcone) |

|             |           |           |
| Oppezzo 50’ | Marcatori | 80’ Greco |

| Arbitro: | Maurelli (Roma) |

|              |           |  |
| Cattaneo 52’ | Marcatori |  |

| Ferrara 22 marzo 1953 26ª giornata | SPAL             | 0 – 0 | Sampdoria | Stadio Comunale\| Arbitro: \| Orlandini (Roma) \| |
| Arbitro:                           | Orlandini (Roma) |       |           |                                                   |

| Arbitro: | Bernardi (Bologna) |

|           |           |                      |
| Conti 41’ | Marcatori | 33’ (rig.) J. Hansen |

| Arbitro: | Corallo (Lecce) |

|  |           |           |
|  | Marcatori | 27’ Conti |

| Arbitro: | Agnolin (Bassano del Grappa) |

|                             |           |                           |
| Gotti 7’ (rig.) Podestà 32’ | Marcatori | 16’ Bronée 21’ Pandolfini |

| Arbitro: | Bernardi (Bologna) |

|                            |           |                       |
| Novelli 10’ Chiappella 53’ | Marcatori | 15’ Coscia 44’ Gritti |

| Arbitro: | Valsecchi (Milano) |

|           |           |                  |
| Conti 83’ | Marcatori | 3’ (aut.) Coscia |

| Arbitro: | Bernardi (Bologna) |

|                       |           |  |
| Janda 53’ Savioni 60’ | Marcatori |  |

| Arbitro: | Jonni (Macerata) |

|                          |           |  |
| Galassi 47’ Bassetto 64’ | Marcatori |  |

| Arbitro: | Gemini (Roma) |

|                                       |           |            |
| Oppezzo 22’ Coscia 62’, 88’ Gotti 75’ | Marcatori | 5’ Bettini |

## Statistiche

### Statistiche di squadra
| Competizione | Punti | In casa | In casa | In casa | In casa | In casa | In casa | In trasferta | In trasferta | In trasferta | In trasferta | In trasferta | In trasferta | Totale | Totale | Totale | Totale | Totale | Totale | DR |
| Competizione | Punti | G       | V       | N       | P       | Gf      | Gs      | G            | V            | N            | P            | Gf           | Gs           | G      | V      | N      | P      | Gf     | Gs     | DR |
| ------------ | ----- | ------- | ------- | ------- | ------- | ------- | ------- | ------------ | ------------ | ------------ | ------------ | ------------ | ------------ | ------ | ------ | ------ | ------ | ------ | ------ | -- |
| Serie A      | 31    | 17      | 7       | 9       | 1       | 27      | 14      | 17           | 2            | 4            | 11           | 10           | 29           | 34     | 9      | 13     | 12     | 37     | 43     | -6 |

### Statistiche dei giocatori
| Giocatore      | Serie A  | Serie A |
| Giocatore      | Presenze | Reti    |
| -------------- | -------- | ------- |
| G. Moro        | 34       | -43     |
| P. Podestà     | 33       | 1       |
| A. Fommei      | 31       | 0       |
| C. Gotti       | 31       | 5       |
| G. Oppezzo     | 31       | 3       |
| A. Galassi     | 28       | 5       |
| A. Coscia      | 26       | 3       |
| O. Conti       | 24       | 7       |
| A. Bassetto    | 22       | 6       |
| E. Gratton     | 21       | 0       |
| M. Gritti      | 19       | 4       |
| E. Righetto    | 15       | 3       |
| R. Agostinelli | 13       | 0       |
| C. Bernicchi   | 10       | 0       |
| M. Sabbatella  | 10       | 0       |
| R. Gei         | 7        | 0       |
| D. Arce        | 5        | 0       |
| G. Ballico     | 4        | 0       |
| A. Repetti     | 4        | 0       |
| S. Arrighini   | 2        | 0       |
| G. Mialich     | 2        | 0       |
| P. Ronzon      | 2        | 0       |
| G. Pruzzo      | 1        | 0       |